# Polittico dei santi Cosma e Damiano
Il polittico dei santi Cosma e Damiano è un dipinto a tempera su tavola di Paolo Veneziano, databile al 1350-60 e conservato frammentario nella Pinacoteca Tosio Martinengo di Brescia.
Originariamente conservato nella chiesa dei Santi Cosma e Damiano, il polittico fu in seguito smembrato e sono giunti fino a noi solamente quattro pannelli laterali.

## Storia
Il polittico viene eseguito tra il 1350 e il 1360 per le monache benedettine che gestivano la chiesa e il monastero annesso, dopo che quest'ultimo era già stato trasferito, per volere di Berardo Maggi, dall'originaria sede in piazza del Duomo al nuovo sito nei Campi Bassi, da pochi decenni inglobato nella nuova cinta muraria di Alberico da Gambara.
In epoca imprecisata, il polittico viene smembrato e i pannelli dispersi: gli unici quattro noti pervengono alla Pinacoteca Tosio Martinengo durante l'Ottocento e sono ancora qui esposti.

## Descrizione
Non è ricostruibile l'originaria composizione del polittico: sulle quattro tavolette note sono dipinti, a figura intera, San Giovanni Battista, Sant'Agostino, Sant'Ambrogio e San Paolo e sono chiaramente pannelli laterali a contorno di una tavola più grande, con ruolo centrale nell'opera.
Le tavole sono strette e alte, terminanti a cuspide polilobata. Impossibile risalire, ugualmente, all'eventuale presenza di cuspidi figurate o di una predella.

## Stile
Le eleganti cadenze lineari delle vesti dei santi, così come il vivo cromatismo messo a risalto sul fondo e sui particolari dorati, testimoniano la penetrazione anche a Brescia del raffinato linguaggio bizantino-gotico di Paolo Veneziano, che nel territorio aveva già lasciato pregevolissime opere a Maderno e a Salò.
Gli echi che ebbe in città Paolo Veneziano, del quale a Brescia si contano solamente due presenze (questo frammentario polittico e una Madonna col Bambino al Museo diocesano), non dovettero certo avere ruolo marginale nell'evoluzione dell'arte locale, che proprio in queste sporadiche opere "calate dall'alto" troverà continuamente nuovi modelli e ispirazioni per progredire. Ciò, per esempio, accadrà un secolo dopo con il polittico di sant'Orsola di Antonio Vivarini e, ancora più in là, con il polittico Averoldi di Tiziano.

## Altre immagini

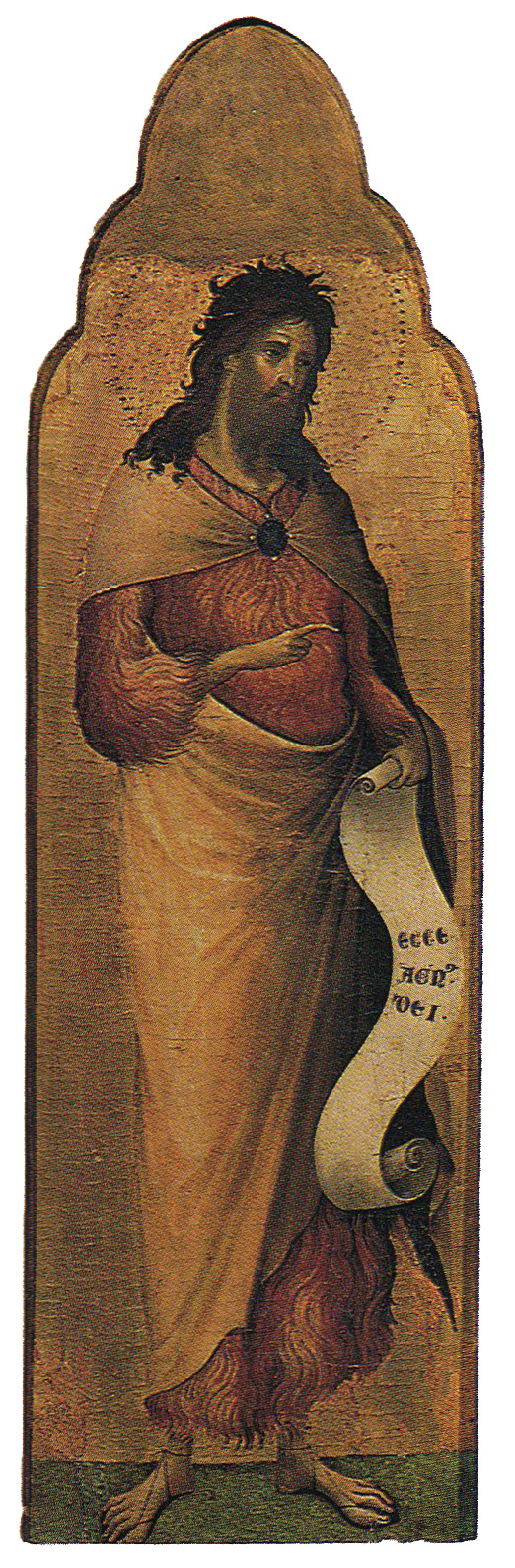
San Giovanni Battista
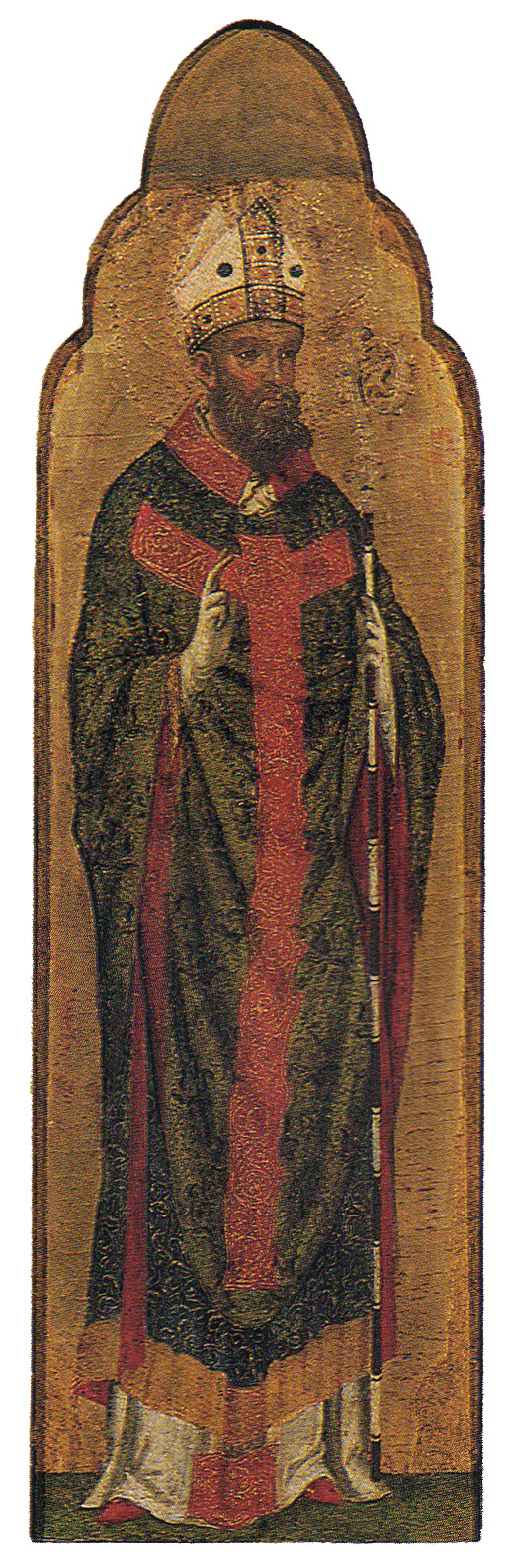
Sant'Agostino
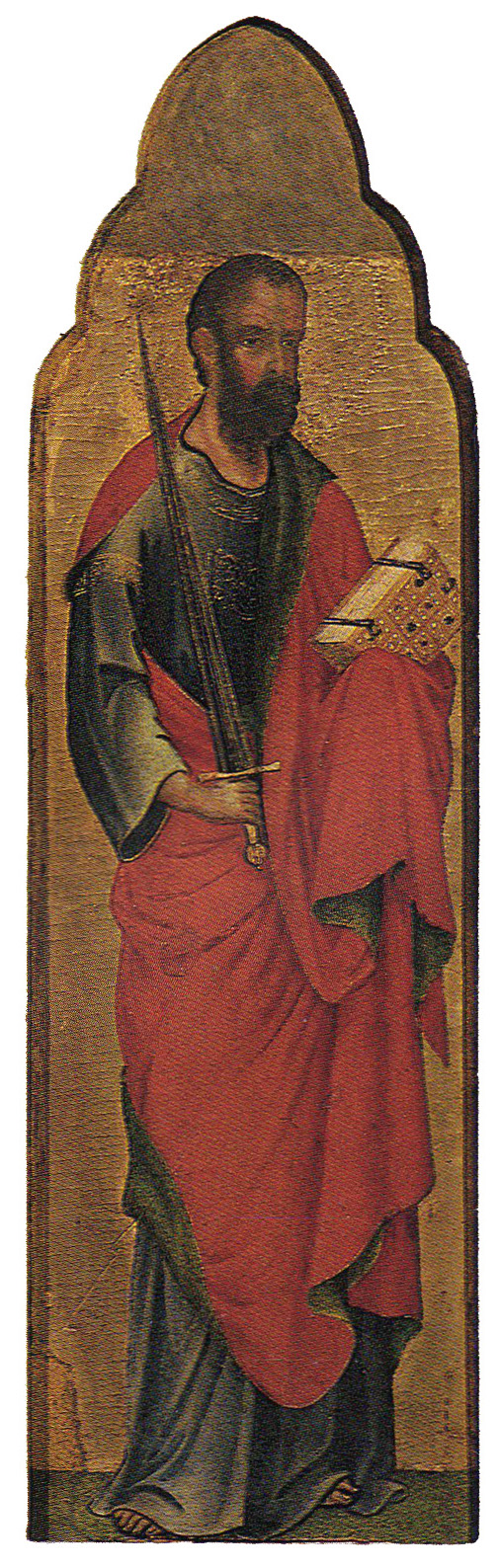
San Paolo